# Denise Dumont
Denise Dumont, nome d'arte di Denise Bittencourt Teixeira (Fortaleza, 20 marzo 1955), è un'attrice e produttrice cinematografica brasiliana.
Ha preso parte sia a film che a telenovelas.

## Biografia
Denise Dumont è figlia di Humberto Teixeira. Ha esordito come attrice televisiva nel 1970, appena quindicenne. Per tutti gli anni 70 è apparsa in telenovelas: dapprima piccoli ruoli, poi parti sempre più consistenti, come in Marron Glacé (1977), per arrivare a Marina (1980), in cui è stata l'omonima protagonista: un successo in patria, che le ha assicurato grande popolarità. Nel 1981 ha ottenuto un cameo nel cast di Destini.
Quindi per l'attrice si sono aperte le porte del cinema, e non solo quello brasiliano. Dopo aver lavorato in Rio Babilonia, Denise Dumont è approdata infatti a Hollywood. Qui è apparsa in varie pellicole, tra cui Radio Days di Woody Allen, e il thriller Urla di mezzanotte. Inoltre ha affiancato Sônia Braga nella coproduzione statunitense-brasiliana Il bacio della donna ragno. 
A partire dagli anni 90, Denise Dumont ha quasi del tutto abbandonato la carriera di attrice, per dedicarsi alla produzione di documentari.

## Vita privata
Nei primi anni 80 è stata fidanzata per un breve periodo con Cazuza. 
Ex moglie dello sceneggiatore Euclydes Marinho, Denise Dumont ha finito per stabilirsi a New York, avendo sposato lo scrittore, regista e giornalista statunitense Matthew Chapman, da cui ha avuto la figlia Anna Bella; mentre il primogenito Diogo è frutto di un altro suo precedente matrimonio, con l'attore Claudio Marzo. 

## Nei media
- Nel film Cazuza - O Tempo Não Pára, biografia cinematografica sul cantante, l'attrice Débora Falabella dà volto a Denise Dumont.

## Filmografia parziale

### Cinema
- Terror e Êxtase, regia di Antônio Calmon (1979)
- Eros, O Deus do Amor, regia di Walter Hugo Khouri (1981)
- Filhos e Amantes, regia di Francisco Ramalho Jr. (1982)
- Os Vagabundos Trapalhões, regia di J.B. Tanko (1982)
- Bar Esperança, regia di Hugo Carvana (1983)
- Rio Babilonia (Rio Babilônia), regia di Neville de Almeida (1983)
- Amenic - Entre o Discurso e a Prática, regia di Fernando Silva (1984)
- Il bacio della donna ragno  (Kiss of the Spider Woman), regia di Héctor Babenco (1985)
- Radio Days, regia di Woody Allen (1987)
- Una notte da ricordare (The Allnighters), regia di Tamar Simon Hoffs (1987)
- Urla di mezzanotte (Heart of Midnight), regia di Matthew Chapman (1988)
- Jorge, um Brasileiro, regia di Paulo Thiago (1988)
- Minas-Texas, regia di Carlos Alberto Prates Correia (1989)
- Heart of Midnight, regia di Matthew Chapman (1989)
- Il cuore della foresta (Heartwood), regia di Lanny Cotler (1998)
- Tim Maia, regia di Mauro Lima (2014)